# Aimone I di Borbone
Aimone I di Borbone (900 circa – prima del 959) fu Signore di Borbone, dal 950 circa alla sua morte.

## Origine
Aimone, come ci viene confermato dal documento n° 871, datato gennaio 954, del Recueil des chartes de l'abbaye de Cluny. Tome 1, inerente ad una donazione di Aimone stesso in cui nomina i propri genitori genitori, era il figlio primogenito del Signore di Borbone, Aymar o Ademaro e di Ermengarda, discendente della nobiltà carolingia di cui non si conoscono gli ascendenti.
Aymar o Ademaro di Borbone, secondo il documento n° II, datato maggio 922, delle Preuves de l'Etude sur la chronologie des sires de Bourbon, Xe-XIIIe siecles, era figlio di Nibelungo e Cunegonda (senioris mei Nibilungi genitoris et Kunegundis genetricis), membri della nobiltà Carolingia.

## Biografia
Secondo la Histoire du Bourbonnais et des Bourbons qui l'ont possédé, Volume 1, nel 913, suo padre, Ademaro, ricevette dal Re dei Franchi Occidentali, Carlo III il Semplice, per la sua fedeltà (Fidelis nostri Adhemarii comitis) diversi territori vicino al fiume Allier, dando inizio alla sua signoria borbonese.
Aimone lo troviamo citato nel documento n° 217, datato 920, del Recueil des chartes de l'abbaye de Cluny. Tome 1, inerente ad una donazione fatta da suo padre, Ademaro, all'abbazia di Cluny.
Ancora secondo la Histoire du Bourbonnais et des Bourbons qui l'ont possédé, Volume 1, nel 923, suo padre, Ademaro, fece testamento designando Aimone come suo erede.
Sulla morte di suo padre, Ademaro, non si hanno notizie sicure, probabilmente morì verso il 950, in quanto nel novembre di quell'anno vi è una donazione di al monastero di Cluny, in cui il padre non viene citato (documento n° 782 del Recueil des chartes de l'abbaye de Cluny. Tome 1); comunque dal documento n° 871, datato gennaio 954, del Recueil des chartes de l'abbaye de Cluny. Tome 1, inerente sempre una donazione di Aimone, in suffragio dell'anima dei genitori (supradicti genitoris mei -pater meus Aymardus- et genetricis meæ Ermengardæ), si ha la conferma che Aymar o Ademaro morì prima del 954, quindi si presume che Aimone succedette al padre, verso il 950.
Ancora secondo la Histoire du Bourbonnais et des Bourbons qui l'ont possédé, Volume 1, nel 953, Aimone aveva fatto testamento e, come esecutori testamentari nominò il cugino, Ugo il Grande ed i di lui figli, Ugo Capeto e Oddone; la parentela con Ugo Capeto viene confermata dal documento n° XV del Recueil des historiens des Gaules et de la France, tome X, in cui Ugo Capeto definisce il figlio, Arcimbaldo I, ed il nipote, Arcimbaldo II, di Aimone suoi consanguinei (Archimbaldo comite et Archimbaldo filio suo, dilectis consanguineis nostris), questo documento lo troviamo anche nelle Preuves de l'Etude sur la chronologie des sires de Bourbon, Xe-XIIIe siecles.
Sulla morte di Aimone non si hanno notizie sicure; morì prima del 959, poiché, in quella data, il figlio, Arcimbaldo, sempre secondo la Histoire du Bourbonnais et des Bourbons qui l'ont possédé, Volume 1, risultava Signore di Borbone.

## Matrimonio e discendenza
Aimone aveva sposato Aldesinda, di cui non si conoscono gli ascendenti, come ci viene confermato dal documento n° 871, datato gennaio 954, del Recueil des chartes de l'abbaye de Cluny. Tome 1, nel quale Aimone fece una donazione in suffragio dell'anima dei genitori col permesso della moglie Aldesinda (uxore mea Aldesinde).
Aimone da Aldesinda ebbe due figli:
- Gerardo ( ? - † dopo il 954), citato nel documento n° 871, datato gennaio 954, del Recueil des chartes de l'abbaye de Cluny. Tome 1[1],
- Arcimbaldo ( 930 circa - 990), citato nel documento n° 871, datato gennaio 954, del Recueil des chartes de l'abbaye de Cluny. Tome 1[1].

### Fonti primarie
- (LA)  Etude sur la chronologie des sires de Bourbon, Xe-XIIIe siecles.
- (LA)  Recueil des chartes de l'abbaye de Cluny. Tome 1
- (LA)  Recueil des historiens des Gaules et de la France, tome X

### Letteratura storiografica
- (FR)  #ES Histoire du Bourbonnais et des Bourbons qui l'ont possédé, Volume 1.